# Cadillac (stacja metra)
Cadillac – stacja metra w Montrealu, położona na linii zielonej. Obsługiwana przez Société de transport de Montréal (STM). Znajduje się w Mercier-Ouest, w dzielnicy Mercier–Hochelaga-Maisonneuve.